# بروتستانت أولستر
بروتستانت أولستر (بالإنجليزية: Protestants of Ulster)‏ هي عرقية دينية تقطن في أولستر. معظم بروتستانت أولستر هم من نسل المستوطنين البروتستانت الذين وصلوا أولستر بلانتيشن في القرن السابع عشر، ومعظمهم من الأراضي المنخفضة الاسكتلندية والشمالية الإنجليزية. العديد من بروتستانت أولستر أصولهم إنجليزية، اسكتلنديّة، وليزيّة، إيرلنديّة وهوغونوتيّة.
بعد تقسيم ايرلندا في عام 1921، كانت نسبة الكاثوليك (98%) في جمهورية أيرلندا تواجه البروتستانت حيث كانوا يشكلون الغالبية في «المقاطعة» التي كانوا يتقاسموها مع الأقلية «الكاثوليكيّة». أمام هذا الميزان الديموغرافي للقوى المناقض السائد في جميع أنحاء الجزيرة، أظهر البروتستانت خوف الحصار. الانتماء إلى طائفة يعني التأكيد على تفوقها من أجل حمايتها. وهذا يأتي علاوة على الأفراد وعلى حقوقهم وأوضاعهم ومستقبلهم. حتى البروتستانت الفقراء يعتبرون أنفسهم أفضل من الكاثوليك: انهم ينتمون إلى الاقلية السائدة. بعيدا عن تعبير الديمقراطية، شوهدت الغالبية السياسية كديكتاتورية بالعدد. وينظر إلى أي إصلاح يهدف إلى مساواة في الحقوق من جانب البروتستانت كتمييز ضدهم. كانت الأحزاب تتبنى الفجوة الاجتماعية والسياسة تتبنى «العرقية» لضمان استدامة الغالبية البروتستانتية في ايرلندا الشمالية. وكانت المحسوبية هي المعيار في الحكومة المحلية والشرطة والتعليم والعمل والإسكان، مما تسببت في غضب الكاثوليك وتظاهرهم لطلب كامل حقوقهم المدنية والاجتماعية ابتداء من عام 1966.
وقد لعبت الخلافات بين البروتستانت أولستر والإيرلنديين الكاثوليك دورًا رئيسيًا في تاريخ أولستر منذ القرن السابع عشر وحتى يومنا هذا، وخصوصًا خلال بلانتيشن، وفتح كرومويل لأيرلندا، الثورة المجيدة، وفترة الثورية الإيرلندية والاضطرابات. معظم البروتستانت أولستر هم أتباع الكنيسة المشيخية (عادًة من أصول اسكتلندية) أو الأنجليكانية (عادةً من أصول إنجليزية).